# (73076) 2002 GN4
(73076) 2002 GN4 – planetoida z pasa głównego asteroid okrążająca Słońce w ciągu 2,75 lat w średniej odległości 1,96 j.a. Odkryta 9 kwietnia 2002 roku.